# Первомайское (Нестеровский район)
Первомайское (до 1938 — Барайшкемен (нем. Bareischkehmen), до 1946 — Баринген (нем. Baringen)) — посёлок в Нестеровском районе Калининградской области. Входит в состав Пригородного сельского поселения.

## Население
| 1910 | 1933 | 1939 | 2002 | 2010 |
| ---- | ---- | ---- | ---- | ---- |
| 259  | ↗412 | ↗431 | ↘210 | ↗245 |

## История
В 1910 году в Барайшкемене проживало 259 человек, в 1933 году - 412 человек, в 1939 году - 431 человек. В 1938 году Барайшкемен был переименован в Баринген.
22 октября 1944 года Баринген был взят воинами 50-й, 96-й, 144-й, 159-й стрелковых дивизий, 26-й гвардейской танковой бригады, 703-го истребительного противотанкового полка, 19-го отдельного инженерно-саперного батальона.
В 1946 году Баринген был переименован в поселок Первомайское..